# A Fine Day to Exit
A Fine Day to Exit ist das sechste Studioalbum der britischen Band Anathema. Es wurde am 9. Oktober 2001 bei Music for Nations veröffentlicht.

## Entstehung und Stil
A Fine Day to Exit, mit Nick Griffiths (Pink Floyd, Mansun, Cast) in Liverpool und Lincolnshire aufgenommen und von Colin Richardson abgemischt, ist ein Album, das mit der Metal-Vergangenheit der Band nicht mehr in Verbindung zu bringen ist. Stattdessen dominieren meist ruhige, melodische und atmosphärische, nur selten, wie bei Panic, durch höheres Tempo unterbrochene Stücke. Einflüsse wurden bei britischen Bands wie Radiohead, Pink Floyd und den Beatles gesehen. Das letzte Stück Temporary Peace endet nach sechs Minuten mit dem Geräusch von Wellen, die auf einen Strand rollen. Nach weiteren zwei Minuten sind Schritte zu hören, es beginnt ein Monolog einer Person, die leise offenbar zu sich selbst spricht. Auch eine andere Stimme ist zu hören. Danach folgt ein drei Minuten langer Hidden track im Country-Stil, der auf dem Album nicht betitelt ist.

## Rezeption
Das Album erreichte in Deutschland Platz 95. Alex Henderson von Allmusic schrieb, die Band habe ihre „Faszination für die dunkle Seite“ nicht verloren. Das Album sei nicht das, von dem Headbanger träumten, aber ein „zufriedenstellendes Kapitel in der Geschichte von Anathema“. Er vergab drei von fünf Sternen. Breda Maßmann schrieb im Magazin Rock Hard, Anathemas „dicht gewobene Soundscapes“ schienen auf der Platte „noch zerbrechlicher als auf dem Vorgänger Judgement“. Die Band habe ihren Stil „sehr detailliert verfeinert und die Intensität ausgebaut.“ Sie vergab 8,5 von zehn Punkten.

## Titelliste
1. Pressure – 6:44
2. Release – 5:47
3. Looking Outside Inside – 6:23
4. Leave No Trace – 4:46
5. Underworld – 4:09
6. Barriers – 5:53
7. Panic – 3:30
8. A Fine Day to Exit – 6:49
9. Temporary Peace – 18:46

Als Japan-Bonustracks wurden die Stücke Pentecost III und Memento Mori beigefügt, die 1995 auf der EP Pentecost III erschienen.

## Gestaltung
Das Cover, das laut Booklet von Travis Smith nach einem Konzept von Les Smith, Vincent Cavanagh und „einem Glas Guinness“ gestaltet wurde, zeigt das Bild eines Strandes und des Meeres aus Sicht der Frontscheibe eines Autofensters. Über den Strand sind Schuhe und Kleidung einer Person verteilt. Vor dem Tacho des Wagens ist das Bild einer dreiköpfigen Familie, Mann, Frau, Sohn zu sehen. Am Armaturenbrett klebt ein Memo-Klebezettel mit dem Albumtitel. Auf dem Handy, das neben einer Pistole, Tabletten und einer Flasche Jack Daniel’s auf dem Armaturenbrett liegt, ist „ein Anruf in Abwesenheit“ angezeigt. Im Rückspiegel ist das Augenpaar einer Person zu sehen. Das rückseitige Cover zeigt einen Wagen aus Innenperspektive auf dunkler Landstraße. Im Scheinwerferlicht taucht schemenhaft das Bild eines Kindes auf. Die Songtexte im Booklet sind in einer Collage in gekritzelter Schrift wiedergegeben. Nur eine Nachricht vom 3. Juli 2001, „Hey man, where the fuck are you?“ ist in Schreibmaschinenschrift zu lesen.